# أكاديمية الدفاع الوطني
تعد أكاديمية الدفاع الوطني (باليابانية: 防衛大学校,  بويه دايغاكو) في اليابان معهدا حكوميا تقوم بتمويله الحكومة اليابانية ووزارة الدفاع ويتم تخريج قوات الدفاع الذاتي اليابانية. يقع المعهد في يوكوسوكا، كاناغاوا. تأسست الأكاديمية عام 1953، وبدأت بتسجيل أوائل الطالبات الإناث عام 1992.
يختار طلابها عن طريق تقديم الطلبات وغالبا ما يكونون من خريجي المرحلة الثانوية. ويتم إعطاؤهم رواتب أثناء فترة دراستهم في الأكاديمية من وزارة الدفاع اليابانية.

## وصلات خارجية
- الموقع الرسمي للأكاديمية